# Paradella quadripunctata
Paradella quadripunctata är en kräftdjursart som först beskrevs av Menzies och Peter W. Glynn 1968.  Paradella quadripunctata ingår i släktet Paradella och familjen klotkräftor.
Artens utbredningsområde är Mexikanska golfen. Inga underarter finns listade i Catalogue of Life.